# وزارة تغير المناخ (باكستان)
وزارة التغير المناخي في باكستان (بالأردوية: وزارتِ موسمیاتی تبدیلی)‏ ، (المختصرة بالإنجليزية باسم: MoCC )، هي وزارة على مستوى مجلس الوزراء تابعة لحكومة باكستان تهتم بشئون بتغير المناخ في باكستان . السيناتور شيري رحمن هي المسؤولة عن الوزارة بدرجة وزير اتحادي في باكستان.

## الإدارات الملحقة (الوكالات)
- مركز دراسات تأثير التغيير العالمي [الإنجليزية]
- الهيئة الوطنية لإدارة الكوارث
  - المعهد الوطني لإدارة الكوارث [الإنجليزية]
- وكالة حماية البيئة الباكستانية
- إدارة المسح الحيواني
- المجلس الوطني للحفاظ على الحياة البرية (باكستان)